# Chaillevette
Chaillevette – miejscowość i gmina we Francji, w regionie Nowa Akwitania, w departamencie Charente-Maritime.
Według danych na rok 1990 gminę zamieszkiwało 1031 osób, a gęstość zaludnienia wynosiła 103 osób/km² (wśród 1467 gmin regionu Poitou-Charentes Chaillevette plasuje się na 294. miejscu pod względem liczby ludności, natomiast pod względem powierzchni na miejscu 830.).